# Barley
Barley is een civil parish in het bestuurlijke gebied North Hertfordshire, in het Engelse graafschap Hertfordshire met 662 inwoners.